# Capriano del Colle
Capriano del Colle é uma comuna italiana da região da Lombardia, província de Bréscia, com cerca de 3.857 habitantes. Estende-se por uma área de 13 km², tendo uma densidade populacional de 297 hab/km². Faz fronteira com Azzano Mella, Bagnolo Mella, Castel Mella, Dello, Flero, Poncarale.

## Demografia
| Variação demográfica do município entre 1861 e 2011                               |
|                                                                                   |
| Fonte: Istituto Nazionale di Statistica (ISTAT) - Elaboração gráfica da Wikipedia |